# Up Stairs
Up Stairs este un film românesc din 2016 regizat de Alina Ușurelu, Irina de Marinescu.

## Distribuție
Distribuția filmului este alcătuită din:
- Cristina Lilienfeld
- Momo Peter Sanno
- Catrinel Catana
- Irina Strungareanu
- Carmen Cotofana
- Istvan Teglas